# Taekwondo en los Juegos Panafricanos de 1987
El torneo de taekwondo en los Juegos Panafricanos de 1987 se realizó en Nairobi (Kenia) entre el 1 y el 12 de agosto. En total se disputaron en este deporte ocho pruebas diferentes, todas ellas en la categoría masculina.

## Resultados

### Masculino
| Evento | Oro                        | Plata                        | Bronce              |
| ------ | -------------------------- | ---------------------------- | ------------------- |
| –50 kg | Anthony Mensah Ghana       | Lepasa Lesoto                | Chrispin Kenia      |
| –54 kg | John Kariuki Kenia         | Innocent Mthembu Suazilandia | Ernest Olayo Kenia  |
| –58 kg | John Phafoli Ghana         | Michel Amenu Ghana           | Henry Bwire Kenia   |
| –64 kg | Molise Tau Lesoto          | Felix Ayensu Ghana           | John Njoroge Kenia  |
| –70 kg | Dominic Kim Nigeria        | Tyrone Lapidos Suazilandia   | Patrick Ngana Kenia |
| –76 kg | Osborne Kunene Suazilandia | George Ashiru Nigeria        | —                   |
| –83 kg | Anthony Ilukhor Nigeria    | Letsie Lesoto                | John Mboya Kenia    |
| +83 kg | Pius Ilukhor Nigeria       | Patoli Mahao Lesoto          | —                   |

## Medallero
| Núm. | País        | Oro | Plata | Bronce | Total |
| ---- | ----------- | --- | ----- | ------ | ----- |
| 1    | Nigeria     | 3   | 1     | 0      | 4     |
| 2    | Ghana       | 2   | 2     | 0      | 4     |
| 3    | Lesoto      | 1   | 3     | 0      | 4     |
| 4    | Suazilandia | 1   | 2     | 0      | 3     |
| 5    | Kenia       | 1   | 0     | 6      | 7     |
|      | TOTAL       | 8   | 8     | 6      | 22    |